# Jim Reynolds
Jim Reynolds (...) è uno sceneggiatore e produttore televisivo statunitense.
Ha scritto e prodotto più di cento episodi di The Big Bang Theory. Ha anche lavorato per altre sitcom come Samantha chi?, Le cose che amo di te e Raven.